# Paketvermittler
Der Paketvermittler ist ein Schaltelement z. B. im WAN, das für die Paketvermittlung zuständig ist. Er ist die Verbindungsstelle zwischen dem WAN und einem angeschlossenen LAN.
Beim Paketvermittler handelt es sich um einen speziellen Rechner, der Datenpakete sehr schnell empfangen, speichern, auswerten und weiterleiten kann. Um eine möglichst hohe Datenübertragungsrate zu erzielen, sind die zum Versenden der Datenpakete notwendigen Routing-Algorithmen meist in der Hardware realisiert.

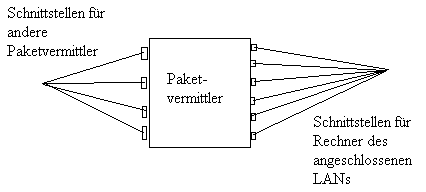
Skizze eines Paketvermittlers

Damit ein Paketvermittler entscheiden kann, über welche Schnittstelle er ein Paket versenden soll, müssen alle angeschlossenen Endsysteme eine Adresse im gleichen Format haben. Der Paketvermittler besitzt keine Informationen über die gesamte Strecke bis zur Zieladresse, er kennt nur die nächste Teilstrecke (Teilstreckenvermittlung / Next-Hop-Forwarding). Um für ein Paket das nächste Ziel bestimmen zu können, verfügt der Paketvermittler über eine Routing-Tabelle.
In der Regel werden für die Schnittstellen zu anderen Paketvermittlern wesentlich höhere Geschwindigkeiten genutzt als für die Schnittstellen zu den Rechnern des LANs.
Im Internet wird die Aufgabe des Paketvermittlers vom Router übernommen.
Die ersten Paketvermittler wurden seit 1969 im ARPANET eingesetzt. Es handelte sich um vier Minicomputer vom Typ Honeywell DDP-516, die Daten mit 50 Kbit/s übertragen konnten. 